# 証-soul mate-
「証-soul mate-」（あかし ソウルメイト）は、2017年1月18日に発売された風男塾の18thシングル。

## 概要
音楽クリエイター集団「Elements Garden」がカップリングを含め全楽曲を手がけた。
メンバーは、青明寺浦正、赤園虎次郎、瀬斗光黄、愛刃健水、仮屋世来音、藤守怜生。
赤園虎次郎と青明寺浦正にとってラストシングル。
2017年1月22日付のオリコンデイリーランキングで、1位を獲得した。
。

## 収録曲
テイチクレコード公式サイト内の紹介ページによる。

### 初回限定盤A
［CD］
1. 証-soul mate-
  - 作詞：織田あすか（Elements Garden） / 作曲：藤田淳平（Elements Garden）・末益涼太（Elements Garden） / 編曲：末益涼太（Elements Garden）
2. イノセント・ラバー
  - 作詞：織田あすか（Elements Garden） / 作曲・編曲：末益涼太（Elements Garden）

［DVD］
「証-soul mate-」Music Video

### 初回限定盤B
［CD］
1. 証-soul mate-
2. イノセント・ラバー

［DVD］
「証-soul mate-」MVメイキング映像

### 初回限定版C・D
［CD］
1. 証-soul mate-
2. イノセント・ラバー
3. 星屑の雫
  - 作詞：織田あすか（Elements Garden） / 作曲・編曲：藤田淳平（Elements Garden）
4. 証-soul mate-（Instrumental）
5. イノセント・ラバー（Instrumental）
6. 星屑の雫（Instrumental）

W封入特典
- 青明寺浦正Ver.
  - ミニ生写真（カードサイズ / 歴代衣装Ver. / 全5種のうち1種）
  - ビデオレター専用パスコード（from 青明寺浦正）
- 赤園虎次郎Ver.
  - ミニ生写真（カードサイズ / マイフレンドVer. / 全5種のうち1種）
  - ビデオレター専用パスコード（from 赤園虎次郎）

### 通常盤
［CD］
1. 証-soul mate-
2. イノセント・ラバー
3. 星屑の雫
4. 証-soul mate-（Instrumental）
5. イノセント・ラバー（Instrumental）
6. 星屑の雫（Instrumental）